# Svarta Katten (biograf)

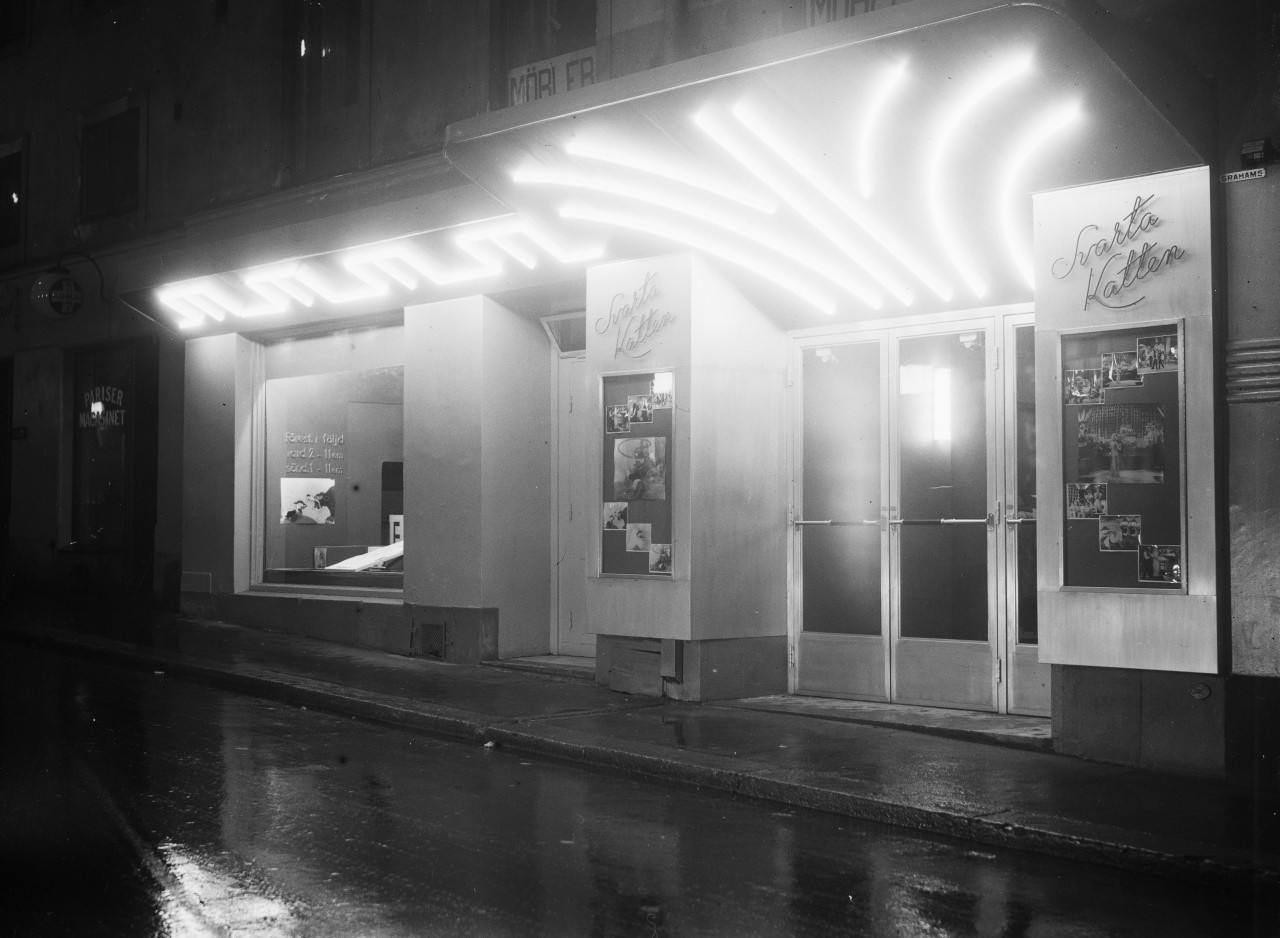
Svarta Katten i augusti 1938.

Svarta Katten var en biograf vid Vattugatan 5 på Norrmalm i Stockholm. Biografen hette från början Gyllene Göken och senare även Casino, 5an samt Royal. Den första filmen visades 1912 och den sista 1966, däremellan fanns ett uppehåll från 1925 till 1934.

## Historik

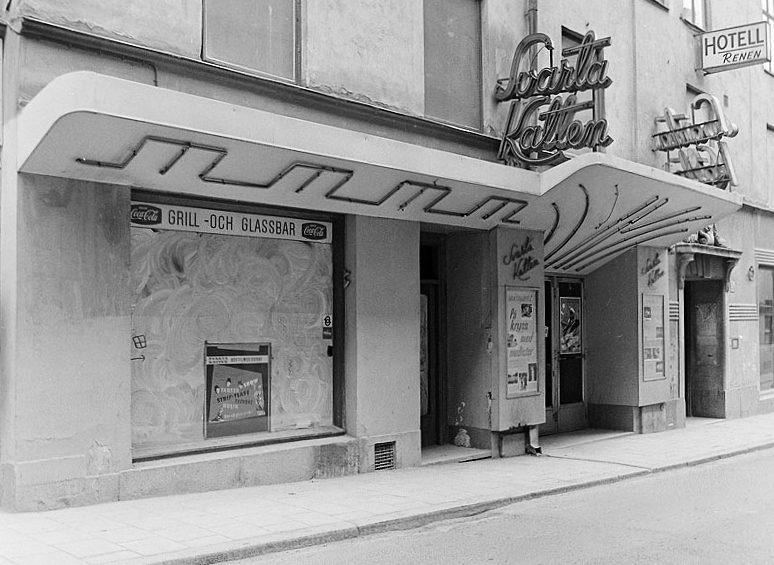
Svarta Katten strax innan rivningen 1965.

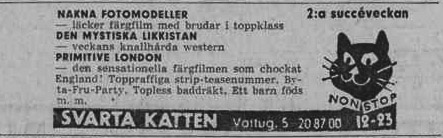
Bioannons 1965

Redan 1912 öppnades en biograf med 357 platser av Victor Meyer. Stället hette Gyllene Göken och låg vid Vattugatan 5, nära hörnet med Drottninggatan. I februari 1914 flyttade Meyer sin verksamhet till Vinterpalatset, Birger Jarlsgatan 37 (nuvarande Zita) och han tog biografens namn med sig till Birger Jarlsgatan. Den nye ägaren till biografen vid Vattugatan 5 fortsatte dock med namn som Nya Göken respektive Göken, vilket Meyer inte gillade. Det blev bråk om namnet som slutade med att lokalen vid Vattugaten 5 kallades helt enkelt 5an efter sitt husnummer.
Hösten 1914 övertogs biografen av den välkände John A. Bergendahls biografkedja. Bergendahl lanserade biografen som ”elegant, förstklassig specialteater för kinematografisk konst” och kallade det Casino. År 1915 var det dags för namnbyte igen, nu till Royal. I september 1919 återvände Victor Meyer som ägare och han införde igen det ursprungliga namnet Gyllene Göken. Det var inte slut med namnbyten, i augusti 1920 ändrades namnet tillbaka till Royal och det namnet bibehölls till stängningen 1925. Därefter byggdes lokalen om till teaterverksamhet som öppnade på hösten samma år under namnet Nya Revyteatern.
I februari 1934 blev lokalen åter biograf. Den fick namnet Svarta Katten och var till en början kortfilmsbiograf och efter en ombyggnad 1937 stod journalfilm och lustspel på repertoaren. Över entrén med tillhörande skyltfönster fanns en uppåtriktad baldakin på vilken biografens namn stod i skrivstil. Då fanns även stora neonbokstäver ”BIO” i hörnet Drottninggatan samt en pil som pekade ner mot Svarta Katten. För att överleva 1960-talets biografdöd började man visa filmer med "lättklädda damer på duken". Svarta Katten stängde för gott i januari 1966. Därefter revs huset i samband med Norrmalmsregleringen och kvarteret Wahrenberg fick med ett nybyggt parkeringshus ett helt förändrat utseende.